# Amphisbaena cegei
Amphisbaena cegei là một loài bò sát trong họ Amphisbaenidae. Loài này được Montero miêu tả khoa học đầu tiên năm 1997.